# Cappella della Santissima Trinità e della Santa Sindone
La cappella della Santissima Trinità e della Santa Sindone (Chapelle de la Très-Sainte-Trinité et du Saint-Suaire in francese) è un edificio di culto cattolico situato in rue Gilly, nel centro storico di Nizza. È sede della confraternita dei penitenti rossi.

## Storia
Una prima cappella dedicata alla sacra Sindone fu costruita accanto al convento della Visitazione; tuttavia quando si procedette all'ingrandimento di quest'ultimo complesso il tempietto venne smantellato. Dopo aver occupato diversi edifici, si decise, nella seconda metà del XVII secolo, di installarlo nel sito degli edifici delle gabelle. Nel 1750, il presidente del Senato di Nizza chiese al re Carlo Emanuele III il permesso di ingrandire la cappella. Dopo aver visionato un primo progetto elaborato dall'ingegnere Devincenti, il sovrano chiese il parere dell'architetto Giuseppe Michaud il quale ne presentò un secondo il 4 gennaio 1763 che prevedeva una giunzione tra l'edificio del Senato e la Cappella della Sacra Sindone. La facciata del tempio fu invece progettata dall'architetto Gio-Battista Borra insieme alla sala delle udienze accanto e alla loggia del Senato. 
Dopo l'occupazione francese di Nizza nel settembre 1792, la cappella fu occupata dai militari e trasformata in caserma. A causa del cattivo stato di manutenzione la volta della cappella crollò. Nel 1824 la cappella in rovina fu restituita dalle autorità sabaude ai religiosi. Grazie ad una donazione del re Carlo Felice l'edificio poté essere restaurato ed ingrandito secondo il gusto neoclassico in voga all'epoca. Gli interni furono decorati da Paolo Emilio Barberi.

## Descrizione
L'edificio, neoclassico, ha una pianta rettangolare. L'interno, a navata unica, è finemente decorato. Sull'altare La Santa Trinità di Barberi  sulla parete settentrionale tela del 1660 del pittore nizzardo Giovanni Gaspare Baldoino che raffigura su due registri la Deposizione e l'Ostensione della Santa Sindone.